# Abdelaziz Rassâa
Abdelaziz Rassâa (arabe : عبد العزيز الرصاع), né le 22 octobre 1957 à Tunis, est un ingénieur, diplomate et homme politique tunisien. Il est ministre de l'Industrie et de la Technologie du 7 mars au 24 décembre 2011 au sein du gouvernement de Béji Caïd Essebsi et ambassadeur de Tunisie en France du 6 janvier 2017 au 23 novembre 2019.

## Biographie

### Famille et études
Abdelaziz Rassâa étudie à l'École nationale supérieure d'ingénieurs de Nancy (France), où il obtient, en juin 1981, un diplôme en ingénierie de génie chimique. À Paris, il obtient en juin 1982 un diplôme d'études approfondies en génie chimique et un diplôme d'ingénieur en pétrole. Au sein de l'École des hautes études commerciales de Montréal, il obtient, en juin 1992, un diplôme d'études spécialisées en gestion des entreprises pétrolières.

### Carrière professionnelle
Il commence à travailler à l'Entreprise tunisienne d'activités pétrolières (ETAP) en septembre 1982. Il devient chef de projet pour le développement en 1984, poste qu'il conserve jusqu'en 1986, puis sous-directeur de la production, entre 1992 et 1994. Il poursuit sa carrière au sein du ministère de l'Économie où il est chargé, de 1994 à 1995, des questions énergétiques et minières puis au sein du ministère de l'Industrie comme chargé, de 1995 à 1999, du programme triennal de promotion de la qualité. Entre décembre 1999 et 2007, il y est directeur général de l'Énergie.
Il est membre du Conseil de l'ordre des ingénieurs.

### Carrière politique
En 2007, il est nommé secrétaire d'État chargé de l'Énergie renouvelable et des Industries alimentaires dans le premier gouvernement Ghannouchi. À la suite de la révolution de 2011, il devient ministre de l'Industrie et de la Technologie dans le gouvernement de Béji Caïd Essebsi, le 7 mars. Son secrétaire d'État est Adel Gaâloul.
Le 4 octobre 2013, le parti Nidaa Tounes annonce son ralliement.

### Carrière diplomatique
Le 1er novembre 2016 est officialisé qu'il doit devenir ambassadeur de Tunisie en France. Le 6 janvier 2017, il est officiellement nommé à ce poste en remplacement de Mohamed Ali Chihi.
Le décret du 23 décembre 2019 met fin à sa mission en date du 23 novembre. Ceci fait suite à l'ouverture d'une enquête sur une suspicion de corruption au sein de l'ambassade de Tunisie à Paris.

## Vie privée
Il est marié et père de deux enfants.